# Kepala Siring (Curup Tengah)
Kepala Siring is een bestuurslaag in het regentschap Rejang Lebong van de provincie Bengkulu, Indonesië. Kepala Siring telt 3059 inwoners (volkstelling 2010).